# Jules Pappaert
Jules Pappaert (5 de novembre de 1905 - 30 de desembre de 1945) fou un futbolista belga.

## Selecció de Bèlgica
Va formar part de l'equip belga a la Copa del Món de 1934.